# Московская улица (Леверкузен)
Московская улица (нем. Moskauer Straße) — одна из исторических улиц в центре Леверкузена (Северный Рейн-Вестфалия, Германия).

## Положение
Улица находится в историческом районе Висдорф (Wiesdorf). Расположена между улицами Хауптштрассе на севере и Дёнхоффштрассе на юге. Имеется выезд на Эльберфельдер Штрассе на запад. С этой же стороны имеются проходы к двум крупным зданиям: Эльберфельдер Хаус и Бармер Хаус. Часть последнего относится к Московской улице.

## Название
Улица названа в честь Москвы — второй столицы Российской империи в 1890 годы, когда происходила застройка этой территории. В 1933 году она была переименована в Германштедтер Штрассе (в честь столицы немецкой Трансильвании Германштадта, ныне румынского Сибиу), но в 1945 году первое название было возвращено.

## Достопримечательности
- На Московской улице размещалась часть «Колонии I» — нового жилого комплекса (микрорайона) для работающих на местном химическом предприятии Леверкузена. В настоящее время эти строения снесены.

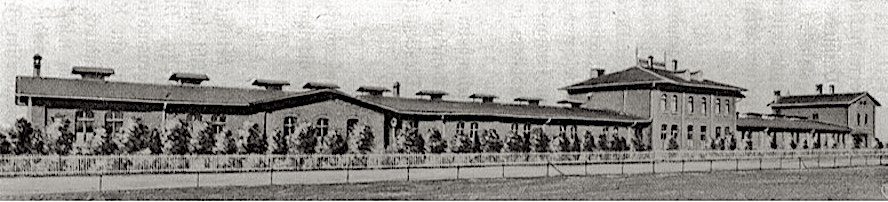
Дом холостяка на Московской улице около 1910 года.

- Старая пожарная часть (вахта). Построена в 1910 году. Памятник архитектуры Леверкузена № 339 под охраной закона с 18 декабря 2008 года.[4][5] В 2020 году пожарная часть получила новое помещение и покинула старое здание.[6] В 2022—2025 гг. здание было капитально отреставрировано.

Прежние три деревянных ворот здания, через которые выезжали пожарные машины, заменены большими окнами, за которыми уже оформлено зальное помещение, где будут проходить мероприятия Висдорфа, рассчитанные на 200 человек. Оно же может быть использовано соседней начальной школой. Верхний этаж отдаётся офисам районного управления Висдорфа. Рядом достраивается многоцелевой зал, в котором, в том числе, будут проходить совещания района, рассчитанные на 600 человек. Первоначально стоимость проекта оценивалась в 8,8 млн евро, но затем возросла до 16 миллионов, из которых 10.8 млн евро Леверкузен получает на реализацию проекта из государственного фонда городского развития.

Старая пожарная часть
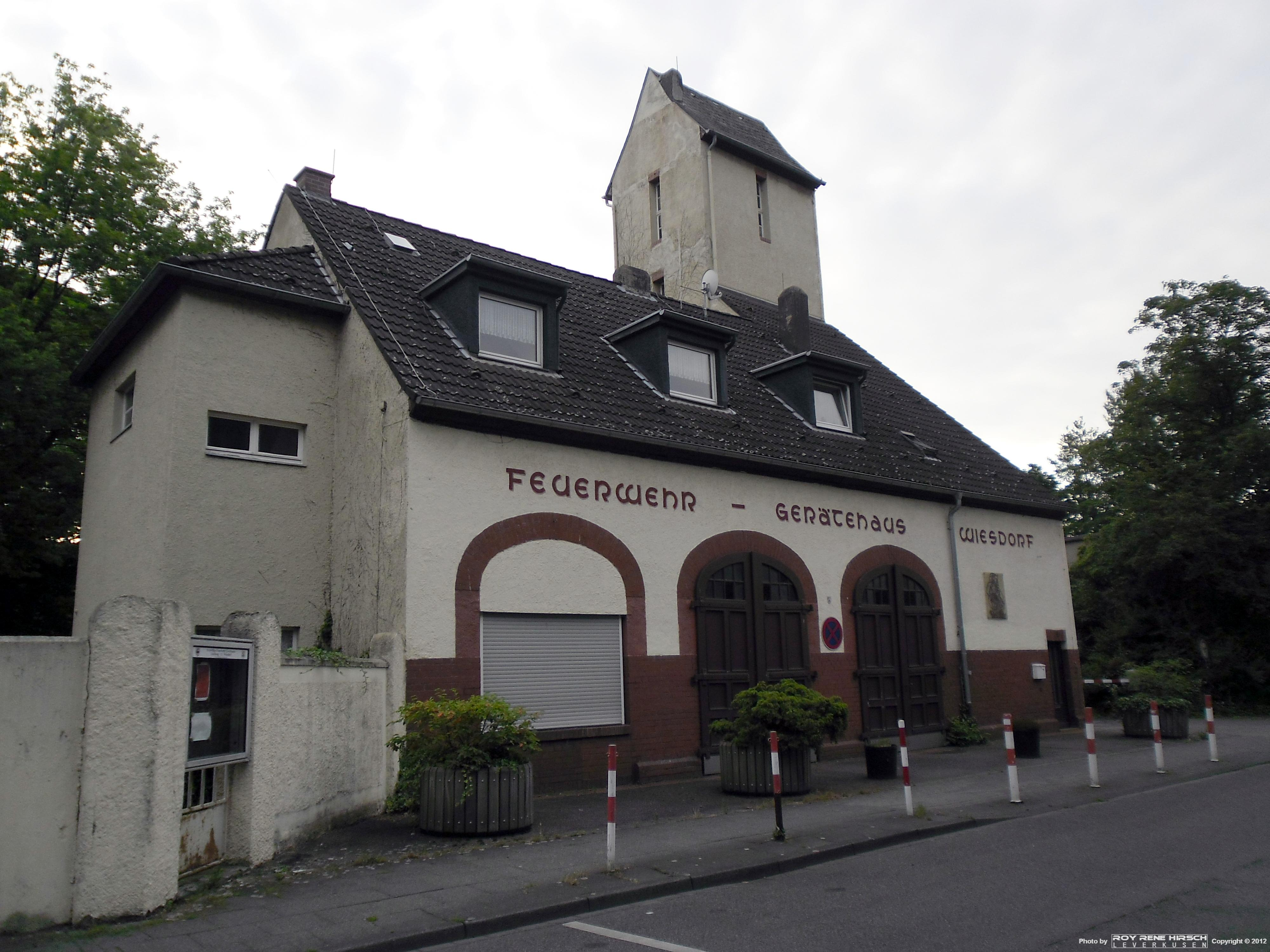
Пожарная часть в 2012 году
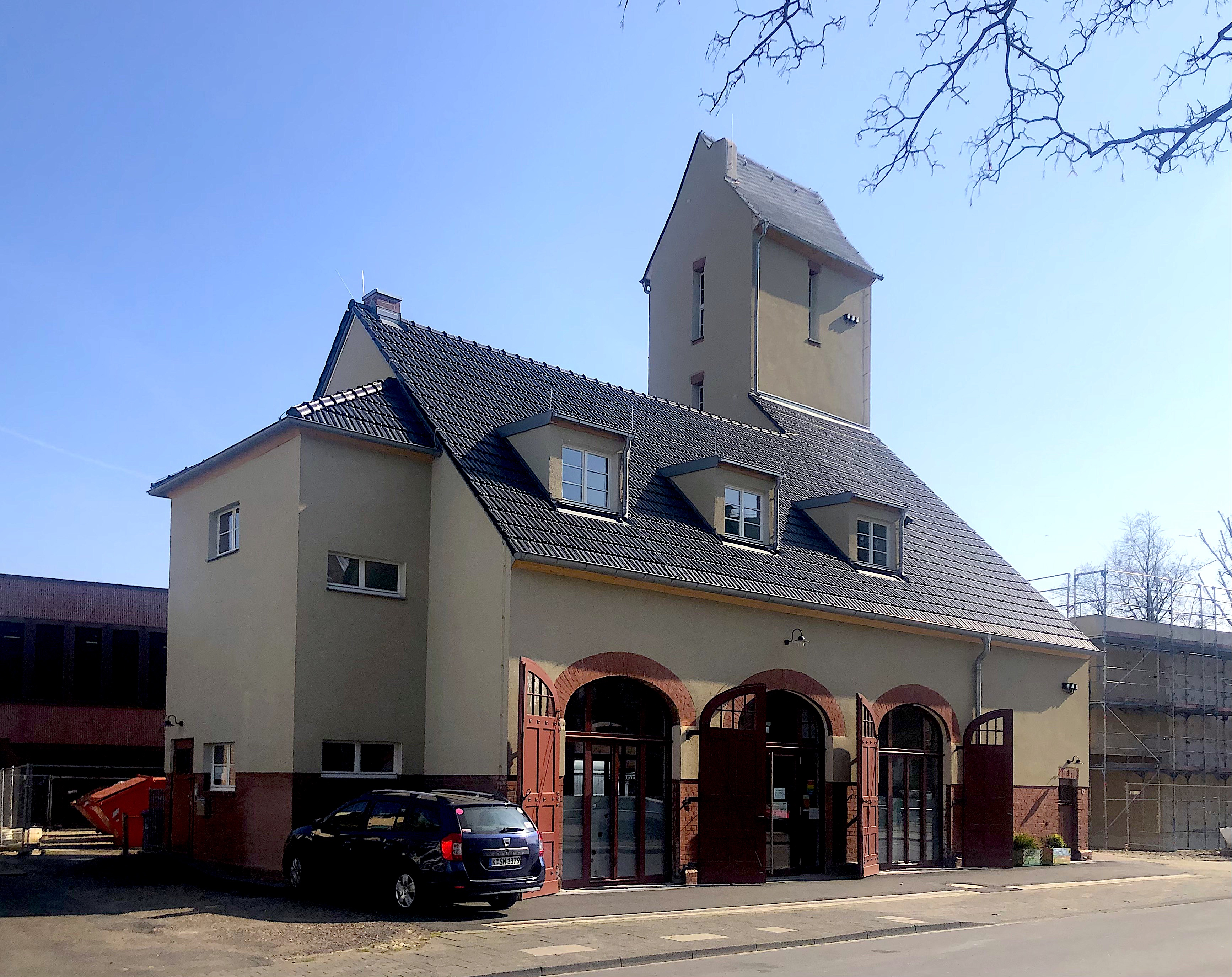
2025 год
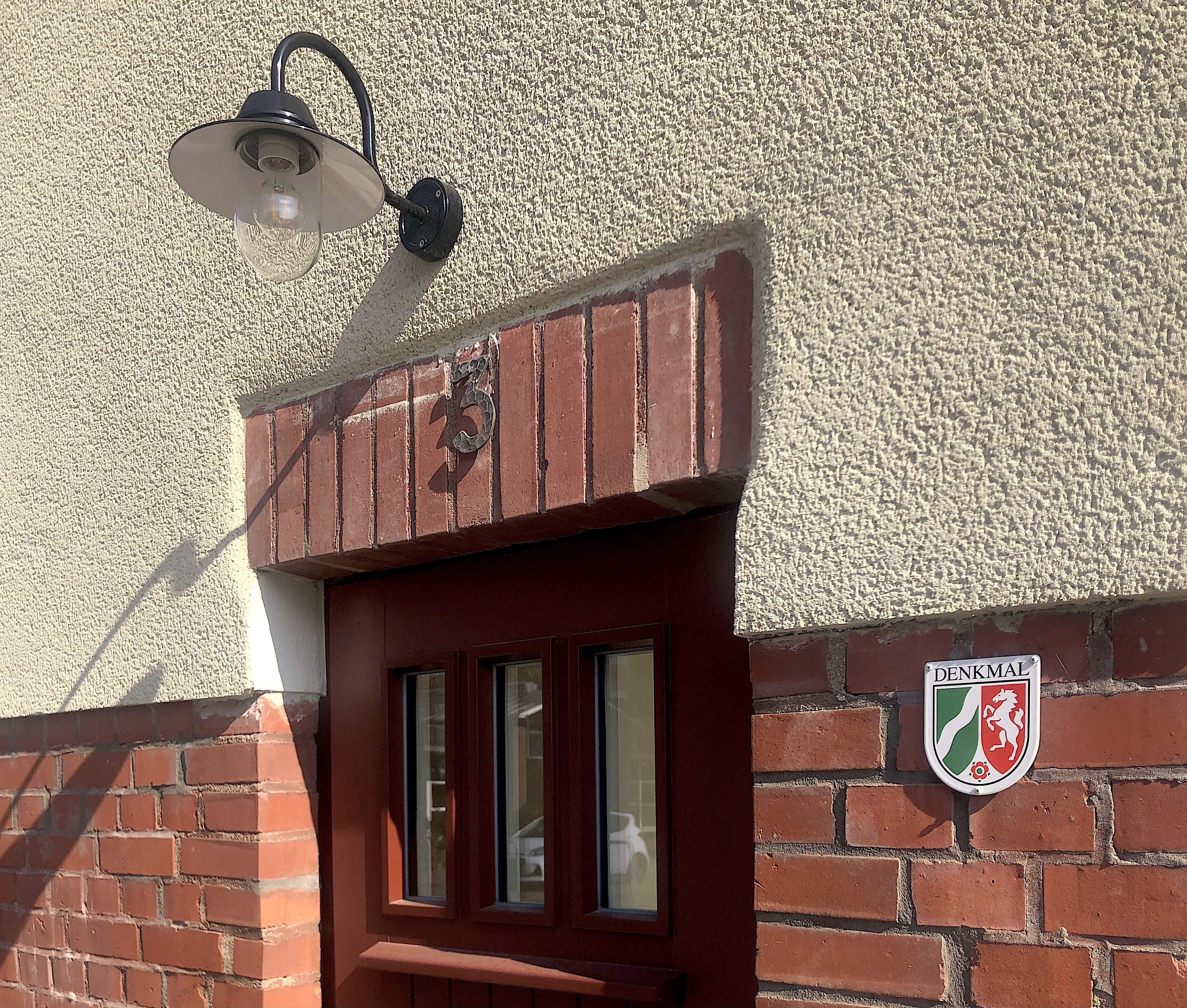
Под охраной закона
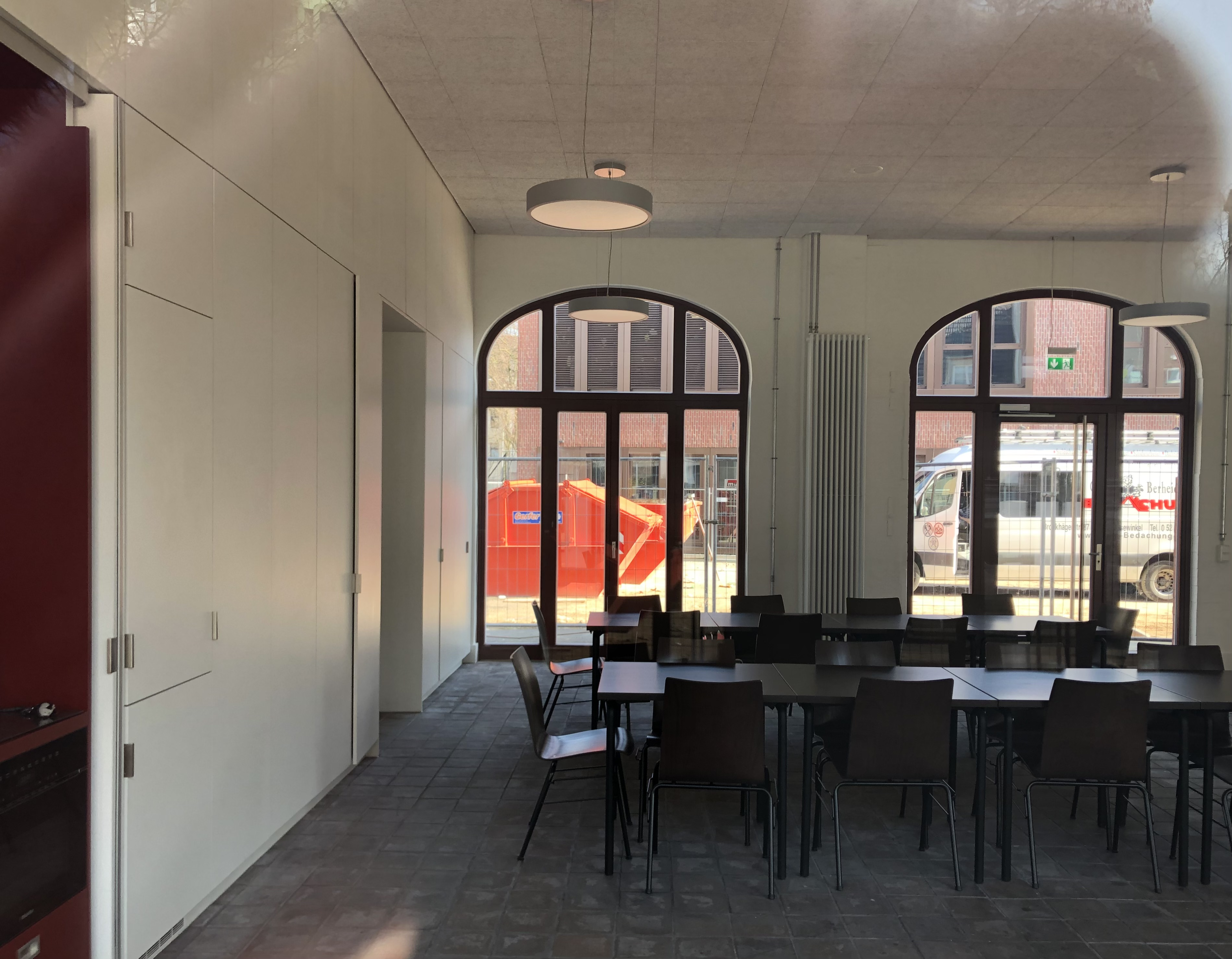
Бывшая стоянка пожарных машин
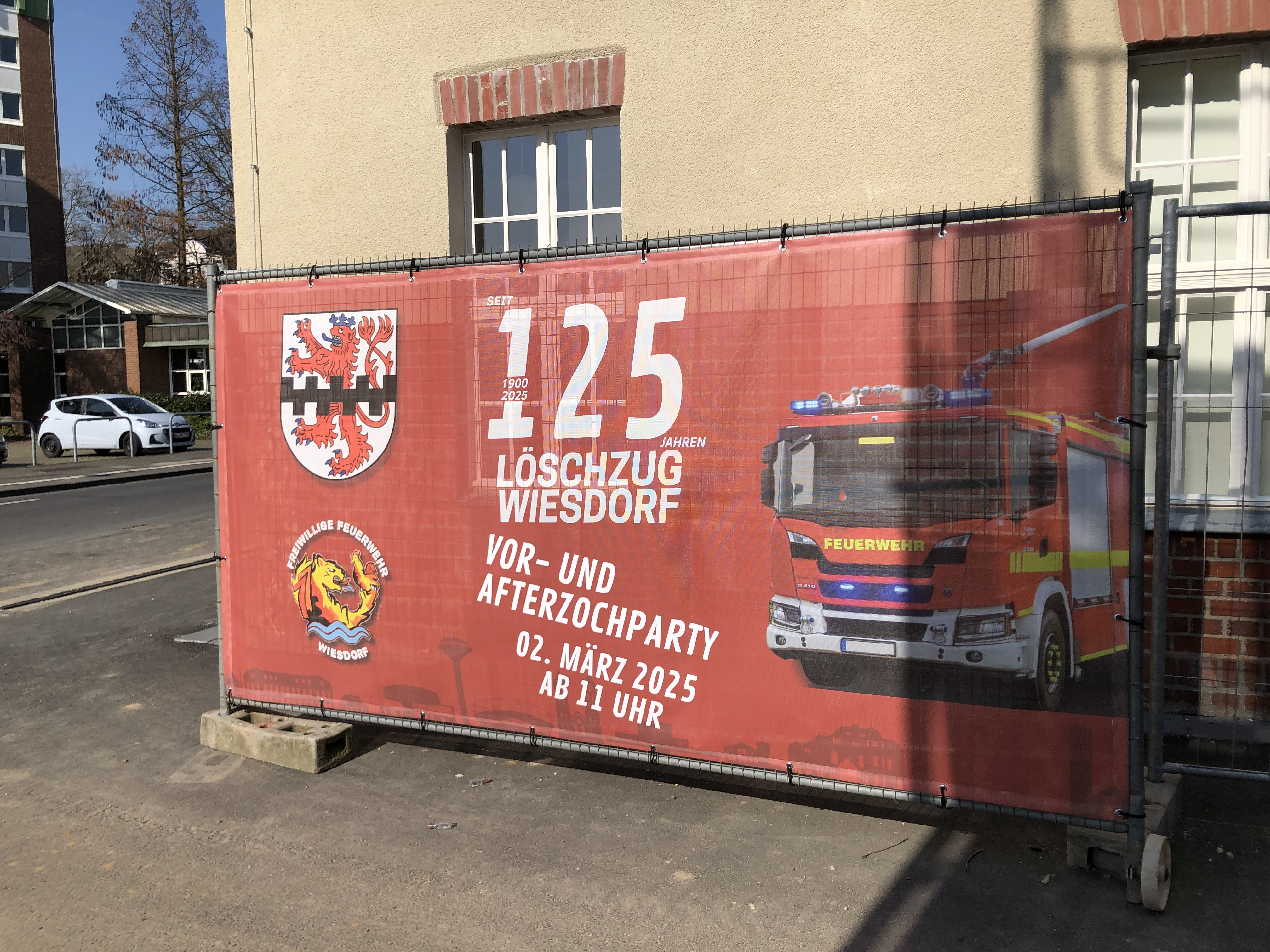
Зданию — 125 лет в 2025 году.
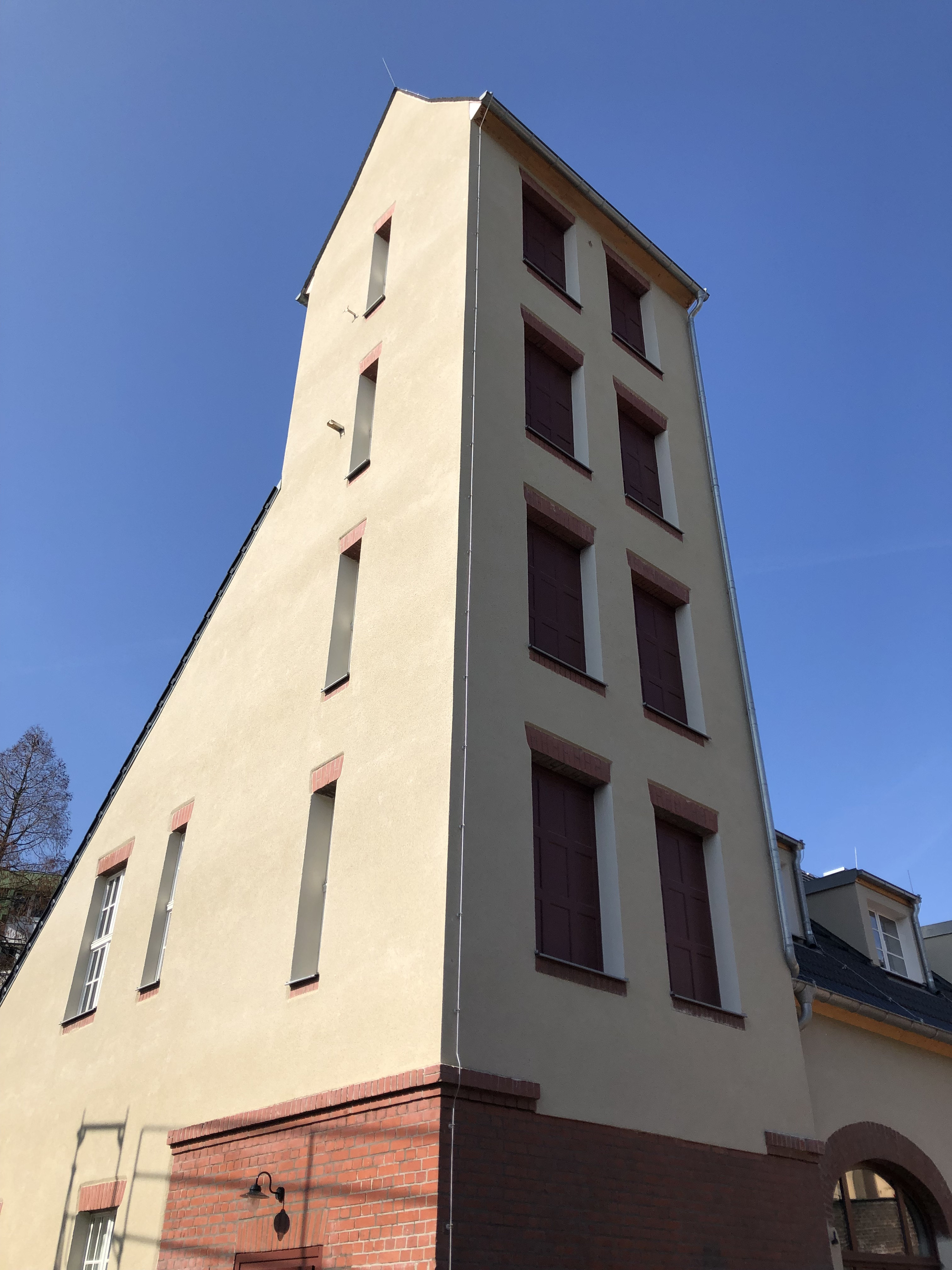
Бывшая пожарная каланча

## Общая характеристика улицы
- Длина 130 м. Улица с односторонним движением в сторону Хауптштрассе. Скорость для автомобилей ограничена 30 км/час. Для велосипедистов движение разрешено в обе стороны без ограничений.